# Robert Ben Rhoades
Robert Benjamin Rhoades (22 de novembro de 1945) é um assassino em série americano e estuprador. De 1975 a 1990 acredita-se que tenha torturado, violado e matado mais de 50 mulheres, contudo foi condenado por apenas três homicídios devido a ausência de provas. Ele é mais conhecido por tirar uma foto da sua última vítima conhecida, Regina Kay Walters, momentos antes de a matar e abandonar num celeiro em Illinois.

## Infância
Nos primeiros anos da sua vida, Rhoades foi criado pela sua mãe sozinho, apesar do seu pai ter regressado do mar quando Robert ainda estava na escola. Os anos da escola secundária de Rhoades foram notáveis apenas por uma prisão com 16 anos por adulterar um veículo. Depois de se graduar em 1964, ele juntou-se imediatamente à Marinha. Nesse mesmo ano, o seu pai foi preso por molestar uma menina de 12 anos, e consequentemente suicidou-se. Em 1967, Rhoades foi preso novamente por roubo; em 1968, foi despedido sem honra da tropa.
Depois da sua dispensa, Rhoades casou três vezes, tendo um filho com a sua primeira mulher, e tornou-se condutor de caminhões.

## Homicídios
Rhoades tornou-se notável pelo caminhão que conduzia. Ele converteu a sua cabine de dormir no seu quarto de tortura pessoal . Acredita-se que Rhoades matou primeiro em novembro de 1989, apesar de apenas ter sido acusado de uma vítima sem nome de rapto e tortura. Mesmo aí, quando Rhoades foi detido, a vítima negou que era ele o perpetrador. Foi mais tarde afirmado que ela tinha medo de Rhoades depois de ter estado duas semanas na sua câmara da tortura.
As primeiras vítimas confirmadas de Rhoades foram Candace Walsh e o seu marido Douglas Zyskowski em janeiro de 1990. O casal estava a pedir boleia quando Rhoades os apanhou no seu caminhão durante uma longa viagem. Ele imediatamente matou Zyskowski e largou o seu corpo no Texas, onde foi mais tarde encontrado (mas não identificado até 1992). Walsh ficou com ele durante uma semana. Durante este tempo, ele torturou-a e violou-a múltiplas vezes antes de largar o seu corpo em Millard County, Utah.
Um mês depois da morte de Walsh, Regina Kay Walters de 14 anos e o seu namorado Ricky Lee Jones, adolescentes fugitivos do Texas, desapareceram. Tal como Zyskowski, acredita-se que depois de terem sido apanhados por Rhoades, Jones foi morto e largado enquanto que Walters ficou. Fotos encontradas numa busca à casa de Rhoades quando mais tarde foi preso, confirmaram que ele manteve Regina Walters durante muito tempo, baseado no grau de crescimento do cabelo e nódoas negras. O corpo de Ricky Lee Jones foi encontrado em 3 de março de 1991 em Lamar County, Mississípi. Apenas foi identificado em julho de 2008.
Na manhã de 1 de abril de 1990, o guarda público de Arizona Mike Miller encontrou um caminhão ao lado da I-10 com os quatro piscas ligados. Quando ele investigou o interior da cabina, descobriu uma mulher nua, algemada e a gritar. Também estava um homem presente que se identificou como sendo o condutor do caminhão. Depois de falhar a tentar sair da situação, Rhoades foi preso e mais tarde acusado com ataque agravado, abuso sexual e prisão ilegal. Depois de investigarem, o detective que o prendeu conseguiu fazer uma ligação ao caso de Houston e notar num padrão ao longe de 5 meses.
Ao executar um mandato de busca para a casa de Rhoades, a polícia encontrou fotos de uma adolescente nua que foi mais tarde identificada como sendo Walters, cujo corpo tinha sido encontrado em setembro de 1990. Também presentes estavam fotos de outra mulher (Walsh), cujo corpo tinha sido descoberto em outubro.

## Condenação
Em 1994, Robert Ben Rhoades foi condenado pelo homicídio em primeiro grau de Regina Kay Walters e sentenciado a prisão perpétua no Centro de Correcção de Menard em Chester, IL. Foi extraditado para o Utah em 2005 para ser condenado pelas mortes de Candace Walsh e Douglas Zyskowski; contudo, devido a pedidos das famílias das vítimas, as queixas foram largadas em 2006 e ele regressou à prisão. Rhoades mais tarde deu-se como culpado desses crimes também.

## Mídia

### Livros
- Busch, Alva (1995). Roadside Prey. [S.l.]: Pinnacle. ISBN 978-0786002214